# اگوست پیکار
اگوست پیکار (به فرانسوی: Auguste Antoine Piccard) (۲۸ ژانویه ۱۸۸۴–۲۴ مارس ۱۹۶۲) یک فیزیکدان، مخترع و مکتشف سوئیسی بود.

## زندگی‌نامه
اگوست پیکار و برادر دوقلوی او جین فلیکس در شهر بازل سوئیس متولد شدند. ابراز علاقه شدید او به موضوعات علمی سبب شد که او در هنگام که کودک بود در مؤسسه تکنولوژی فدرال سوئیس (ETH) در زوریخ حضور یابد. اگوست پیکار در همان سالی که پسرش ژاک پیکار متولد شد به عنوان یک استاد فیزیک در بروکسل و در دانشگاه آزاد بروکسل در سال ۱۹۲۲ آغاز به کار کرد. او یک عضو کنگره سولواری در سال‌های ۱۹۲۲، ۱۹۲۴، ۱۹۲۷، ۱۹۳۰ و ۱۹۳۳ بود. در سال ۱۹۳۰، علاقه او به بالون‌ها، و کنجکاوی در مورد سطوح فوقانی جو سبب شد تا او به طراحی گوی یا، گوندولا آلومینیومی روی آورد که اجازهٔ صعود به ارتفاعات بلند را بدون نیاز به لباس ویژه تنظیم کننده فشار می‌داد. این طرح او توسط مؤسسه بلژیکی د لا رچرچه علمی (FNRS) پشتیبانی و از نظر مالی تأمین شد و سرانجام گوی او ساخته شده است. یکی دیگر از اهداف اگوست پیکار برای صعود به ارتفاعات بلند اندازه‌گیری پرتوهای کیهانی بود که قرار شده بود تا شواهدی تجربی برای نظریه‌های آلبرت اینشتین باشد، او و آلبرت اینشتین در کنگره سولواری با هم آشنا شده بودند. در ۲۷ ماه مه سال ۱۹۳۱، اگوست پیکار و کیپفر پل با گوی پیکار از آگسبورگ، آلمان، به هوا خواسته و یک رکورد صعود جدید به کمک بالون را تا ارتفاع ۱۵٬۷۸۱ متری ایجاد کردند. او در نهایت در مجموع بیست و هفت پرواز با بالن داشت، که سرانجام رکورد نهایی صعود تا ارتفاع ۲۳٬۰۰۰ متری را ثبت کرد. در سال ۱۹۳۰ او طراحی گوی خویش را به زیر دریاییی ژرف پیما تفییر داد اما با شروع جنگ جهانی ۲ موفق به ساخت آن نشد اما سر انجام در سال ۱۹۴۵ او نخستین ژرف پیما خویش را ساخت که شامل مخزنی حاوی گازولین بود تا به شتاوری آن کمک کند و همچنین میزان زیادی آهن که سبب پایین رفتن آن در آب می‌شد. این زیر دریایی در سال ۱۹۵۰ با نام (به لاتین: FNRS-2) تحویل ارتش فرانسه-بلژیک داده شد و پس از طراحی و ساخت دوباره توانست همراه با سرنشین تا ارتفاع ۴٬۱۷۶ متری به درون دریا فرورود.

## اشاره به اگوست پیکار در رسانه‌ها

شخصیت کارتونی پروفسور تورنسل به طور واضح، از آگوست پیکار اقتباس شده است.

تریفون تورنسل (Tryphon Tournesol) که در نسخهٔ انگلیسی و فارسی کاتبرت کالکولس نام گرفته، ماحصل تلاش‌های هرژه برای خلق یک دانشمند حواس پرت و بی‌توجه به محیط است. مانند دکتر سارکوفاگوس در سیگارهای فرعون یا پروفسور آلم بیک در عصای اسرارآمیز.
دانشمندی خلاق و صلح دوست که در بسیاری داستان‌ها با اختراعات خود به کمک تن‌تن و دوستانش می‌آید. همان‌طور که در نخستین ظهور خود در کتاب گنج‌های راکهام، با اختراع یک زیر دریایی تک نفره به شکل کوسه ماهی، این کار را انجام می‌دهد. وی در زمینه‌های مختلف علمی فعالیت دارد. از کار در مرکز اتمی سیلداوی برای فرستادن نخستین موشک به ماه، تا اصلاح ژنتیکی نژاد نوعی گل رز برای تولید نوع سفید خالص.
از دل مشغولی‌های او، کار با یک آونگ حساس است که همیشه همراه خود دارد. به عقیدهٔ تورنسل با دقت در ارتعاشات این آونگ می‌توان محل وجود هر شیئی را مشخص نمود. کم شنوایی او همواره برای دیگران مشکل ساز می‌شود. اغلب منظور صحبت‌های دیگران را واژگونه می‌فهمد و وقتی از حقیقت آگاه می‌شود، آنها را به خاطر پنهان کاری سرزنش می‌کند. تنها در ماجرای هدف کرهٔ ماه است که وی با کمک یک سمعک شیپوری، توان شنیداری خود را باز میابد و در نتیجهٔ همین، با شنیدن حرف‌های کاپیتان هادوک که او را به «وقت گذرانی» متهم کرده، به شدت به خشم آمده و غوغایی به پا می‌کند.
شخصیت تورنسل به طور واضح، از آگوست پیکار اقتباس شده است. اشتباه کاستافیوره در کتاب «جواهرات کاستافیوره» که تورنسل را به عنوان قهرمان پرواز با بالن شناسایی می‌کند، اشارهٔ غیر مستقیم هرژه به این مسئله است. هر چند که وی چندین بار انگیزهٔ خود از خلق تورنسل را، صراحتاً اینگونه توصیف کرده است:«هدف من خلق یک پیکار کوچک بود. وگرنه مجبور می‌شدم کادر فریم‌های کتابم را بزرگ‌تر کنم!»